# Estadi Marcel Picot
L'Estadi Marcel Picot és l'estadi de futbol del club francès AS Nancy-Lorraine. Situat a Tomblaine, suburbi de Nancy (França), té una capacitat per a 20.087 espectadors.
L'estadi fou inaugurat el 8 d'agost de 1926 com el Parc des Sports du Pont d'Essey (també anomenat Stade de l'Université), es va rebatejar el 1968 amb el nom de l'ex president del club de l'AS Nancy, Marcel Picot. Aquest mateix any, es va instal·lar la llum artificial. La renovació completa de l'estadi va començar el 18 d'octubre del 1999 i va finalitzar el 2003.
El rècord d'assistència al recinte és de 30.384 espectadors el 16 de setembre de 1976, en un partit entre el Nancy i l'AS Saint-Etienne.
El 23 de maig de 1988, l'estadi Marcel Picot va ser l'escenari de l'últim partit de Platini. L'estadi Marcel Picot es converteix en l'únic estadi en què han jugat els tres grans futbolistes del segle XX com: Diego Maradona, Pelé i Michel Platini.
L'èxit esportiu del Nancy a la temporada 2005/06 va aconseguir l'assistència més alta de tots els clubs de la Ligue 1 francesa amb el 93,3%. El projecte d'expansió i modernització que es durà a terme preveu augmentar la seva capacitat a 35.000 seients.